# 祝有海菌氏属
祝有海菌氏属（学名：Youhaiella）为德沃斯氏菌科的一个属。本属以天然气水合物专家祝有海教授的名字命名。

## 下属物种
本属包括以下物种：
- 西藏祝有海氏菌 Youhaiella tibetensis Wang et al., 2015，采自羌塘盆地多年冻土表层沉积物岩芯[2]